# Anna Bazan-Krzywoszańska
Anna Bazan-Krzywoszańska (ur. 1976 w Legnicy) – polska inżynier, dr hab. nauk technicznych, profesor uczelni Instytutu Budownictwa Wydziału Budownictwa, Architektury i Inżynierii Środowiska Uniwersytetu Zielonogórskiego.

## Życiorys
Studiowała na Wydziale Architektury Politechniki Wrocławskiej, 12 października 2011 obroniła pracę doktorską, w 2019 uzyskała stopień doktora habilitowanego. Została zatrudniona na stanowisku adiunkta w Katedrze Architektury i Urbanistyki na Wydziale Budownictwa, Architektury i Inżynierii Środowiska Uniwersytetu Zielonogórskiego.
Jest profesorem uczelni Instytutu Budownictwa Wydziału Budownictwa, Architektury i Inżynierii Środowiska Uniwersytetu Zielonogórskiego.

## Nagrody
- 2016, 2017, 2018 nagroda JM Rektora Politechniki Zielonogórskiej[1]